# 충훈동
충훈동(忠勳洞)은 경기도 안양시 만안구의 행정동이다.

## 연혁
- 조선시대 금천현(衿川縣) 현내면(縣內面) 안양리(安養里)
- 1795년 시흥현(始興縣) 현내면(縣內面) 안양리(安養里)
- 1895년 시흥군(始興郡) 군내면(郡內面) 안양리(安養里)
- 1914년 3월 1일 : 시흥군(始興郡) 동면(東面) 안양리(安養里)
- 1963년 1월 1일 : 시흥군 안양읍 신안양리
- 1964년 1월 1일 : 시흥군 안양읍 신안양1리
- 1973년 7월 1일 : 안양시 승격(석수동)
- 1979년 5월 1일 : 석수동에서 분동하여 석수1동과 2동으로 나뉨.
- 1989년 5월 1일 : 만안출장소 개소(석수1동)
- 1990년 1월 1일 : 석수2동에서 분동하여 석수3동 신설[1]
- 1992년 10월 1일: 만안구 승격(석수1동)

## 교육 기관
- 석수초등학교
- 안양중학교
- 충훈고등학교